# Тиран-малюк венесуельський

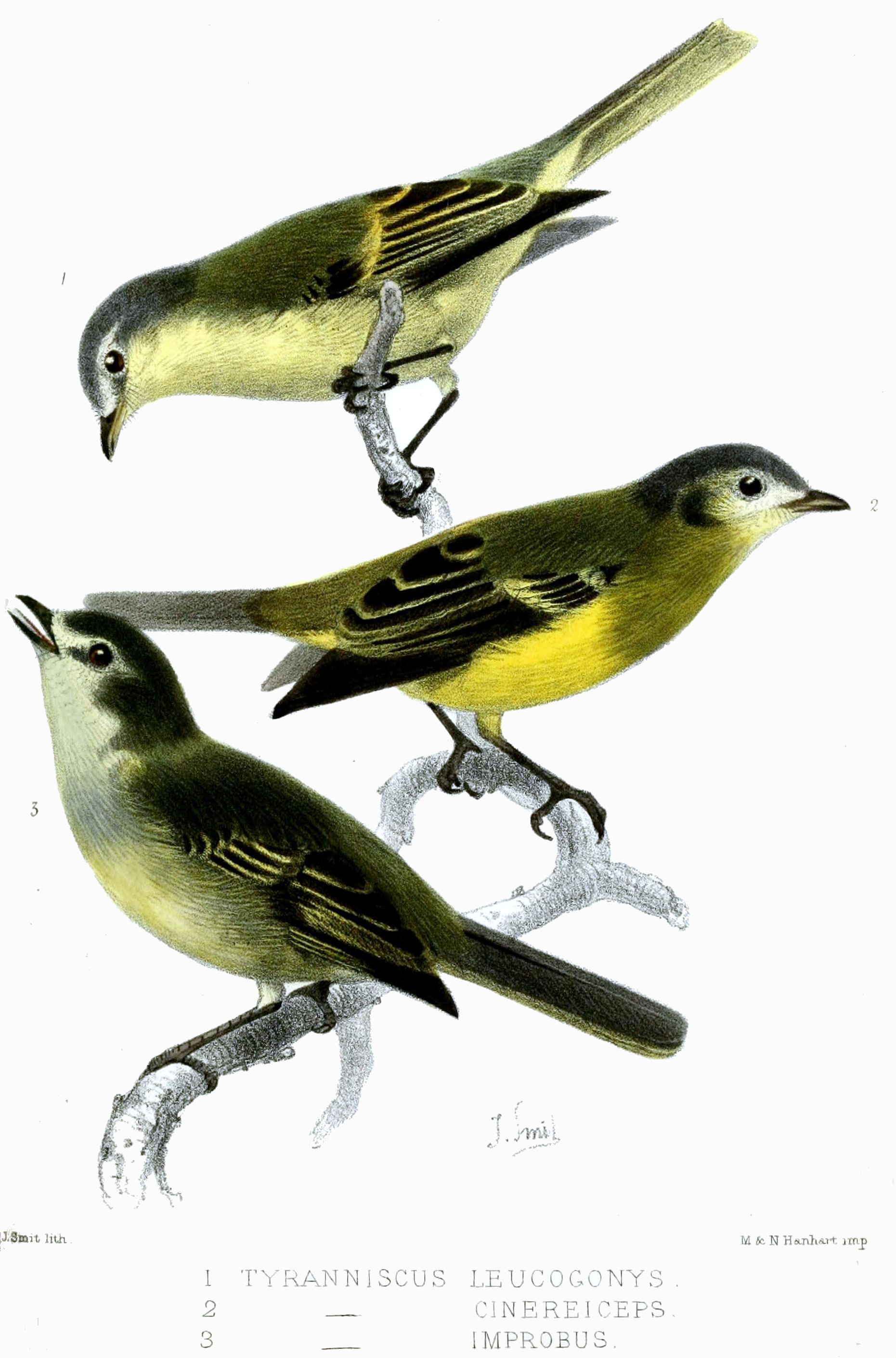
Венесуельський тиран-малюк (знизу)

Тиран-малюк венесуельський (Zimmerius improbus) — вид горобцеподібних птахів родини тиранових (Tyrannidae). Мешкає в Колумбії і Венесуелі. Раніше вважався конспецифічним з північним тираном-малюком.

## Підвиди
Виділяють два підвиди:
- Z. i. tamae (Phelps & Phelps Jr, 1954) — Сьєрра-Невада-де-Санта-Марта (північно-східна Колумбія), Сьєрра-де-Періха (північно-західна Венесуела);
- Z. i. improbus (Sclater, PL & Salvin, 1871) — Анди на північному сході Колумбії (на північ від Сантандер) та на заході Венесуели (Кордильєра-де-Мерида).

## Поширення і екологія
Венесуельські тирани-малюки живуть у вологих гірських і рівнинних тропічних лісах. Зустрічаються на висоті від 400 до 3000 м над рівнем моря.